# Champs de fleurs en Hollande
Champs de tulipes est une peinture à l'huile de l'artiste peintre néerlandais Vincent van Gogh réalisée vers 1883,. Peinture sur toile transférée sur bois de 48,9 × 66 cm, elle représente des champs de tulipes rangés par plans colorés. L'œuvre est conservée à la National Gallery of Art à Washington, D.C. aux  États-Unis.

## Source de la traduction
- (en) Cet article est partiellement ou en totalité issu de l’article de Wikipédia en anglais intitulé « Bulb Fields » (voir la liste des auteurs).